# Thomisus laglaizei
Thomisus laglaizei är en spindelart som beskrevs av Simon 1877. Thomisus laglaizei ingår i släktet Thomisus och familjen krabbspindlar. Inga underarter finns listade i Catalogue of Life.